# Eutrichillus canescens
Eutrichillus canescens là một loài bọ cánh cứng trong họ Cerambycidae.